# César Vallejo Moreira
César Vallejo (Portoviejo, Ecuador, 9 de septiembre de 1969) es un exfutbolista ecuatoriano jugaba de guardameta, actualmente es director técnico de divisiones formativas.

## Clubes
| Club                 | País    | Año       |
| -------------------- | ------- | --------- |
| Liga de Portoviejo   | Ecuador | 1988-1991 |
| Green Cross          | Ecuador | 1992      |
| Liga de Quito        | Ecuador | 1993      |
| Green Cross          | Ecuador | 1994-1996 |
| Liga de Portoviejo   | Ecuador | 1997      |
| Delfín Sporting Club | Ecuador | 1998-2001 |